# Tour des Archives départementales de Saône-et-Loire
La tour des Archives départementales de Saône-et-Loire est une tour appartenant au conseil départemental de Saône-et-Loire, utilisée pour son service des archives chargé de collecter les archives, de les classer, de les conserver et de les mettre à la disposition du public.
Cette tour a reçu le Label « Patrimoine du XXe siècle » le 12 juin 2015.

## Histoire
La construction de cette tour et de plusieurs bâtiments « adjacents » s'est faite dans un contexte particulier : celui de la mise en place dans les années 1960 d'une politique systématique d’équipement du territoire par la direction des archives de France. Ce qui deviendra la « tour des Archives » est alors conçue dans le but de conserver, restaurer et consulter les archives.
Imaginée par l'architecte Henri Palazzi, elle est édifiée entre 1965 et 1970 sur l'emplacement d'un ancien couvent de Carmélites qui fut victime de la volonté des pouvoirs publics de raser une moitié du plateau de la Baille à cause de ses habitations insalubres. 
Le carmel détruit au milieu des années soixante – dont il ne reste rien – avait été fondé avec la permission de l'évêque Louis Dinet à l'initiative de Marguerite Descrivieux, Mâconnaise veuve à 25 ans ; il était dominé par le dôme coiffant la chapelle (chapelle dont l'autel en marbre blanc présentait un bas-relief sculpté par l'artiste lyonnais Nicolas Perrache, aujourd'hui conservé à l'église Saint-Pierre de Mâcon). Ce carmel, dont les vingt-neuf religieuses furent chassées à la Révolution, devint peu après une prison dans laquelle furent enfermés les suspects et les prêtres ; puis, par ordonnance du 5 aout 1818, il fut affecté au département de Saône-et-Loire (situation qui perdura jusqu'en 1929), et devint la caserne Joubert (qui abrita entre autres le 134e régiment d'infanterie). Les lieux furent ultérieurement cédés à la ville de Mâcon.
Lors de sa mise en service, ce nouvel ensemble accueillait d'une part les Archives départementales et, d'autre part, la bibliothèque municipale de Mâcon (qui sera transférée ultérieurement quai des Marans).
En 1974, les Archives départementales de Saône-et-Loire furent le premier dépôt d'archives départementales à introduire l'usage de l'informatique dans la gestion de fonds documentaires.
Le 12 juin 2015, le préfet de région Éric Delzant a attribué à la tour (construite sur vingt-deux niveaux), sur proposition de la directrice régionale des affaires culturelles, le label Patrimoine du XXe siècle.

## Présentation
La tour est la plus haute de la ville de Mâcon : elle culmine à 50 mètres et possède vingt étages. 
À l'intérieur, les archives – qui couvrent une période allant du IXe siècle à nos jours – y sont entreposées sur quelque 22 kilomètres linéaires.

## Pour approfondir